# دانشگاه آرکانزاس
دانشگاه آرکانزاس (به انگلیسی: University of Arkansas) یک دانشگاه تحقیقاتی دولتی در شهر فایتویل واقع در ایالت آرکانزاس آمریکا است که در سال ۱۸۷۱ میلادی تأسیس شده‌است. در سال ۲۰۲۲ این دانشگاه حدود ۳۱هزار دانشجو داشت و مشتمل‌بر ۳۷۸ ساختمان در ۵۱۲ هکتار بود. در سال ۲۰۱۸ بودجهٔ سالیانهٔ این دانشگاه ۸۶۶ میلیون دلار آمریکا بود. این دانشگاه در نظام‌های رتبه‌بندی دانشگاهی، معمولاً هرساله در رتبه دانشگاه‌های ۶۰۰ تا ۸۰۰ جهان قرار می‌گیرد.
دانشگاه آرکانزاس بیش از ۲۰۰ رشتهٔ تحصیلی را در لیسانس، فوق‌لیسانس، دکترا و مدارج ویژهٔ علم حقوق ارائه می‌دهد. برنامه‌های دانشگاهی متشکل از ۱۰ دانشکده اصلی دانشگاه در بخش‌ها و دانشکده‌های متعددی سازمان یافته‌اند.

## معرفی اجمالی
دانشگاه آرکانزاس به خاطر رنکینگ بالا در رشته‌های اختلالات ارتباطی، نوشتن خلاق، تاریخ، حقوق (به ویژه حقوق کشاورزی)، و برنامه‌های مطالعات خاورمیانه شناخته شده‌است. مرکز ملی حقوق کشاورزی ایالات متحده در این دانشگاه قرار دارد.
محوطه دانشگاه شامل ۳۷۸ ساختمان است که در ۵۱۲ هکتار (۲٫۰۷ کیلومتر مربع) زمین در فایتویل، آرکانزاس پخش شده‌است. برخی از معماری‌های شناخته شده در دانشگاه شامل Old Main، اولین ساختمان علمی دائمی ساخته شده‌است. برنامه‌های دانشگاهی بیش از ۲۰۰ برنامه است. ثبت نام برای ترم پاییز ۲۰۱۹ ۲۷٬۵۵۹ بود. نسبت دانشجویان به اساتید تقریباً ۱۹: ۱ است. این دانشگاه در ردیف «R1: دانشگاه‌های دکترا - فعالیت تحقیقاتی بسیاربالا» طبقه‌بندی شده‌است.

## تاریخچه
دانشگاه آرکانزاس در سال ۱۸۷۱ در محل مزرعه‌ای در بالای تپه که مشرف به کوه‌های Ozark بود، تأسیس شد و به آن لقب "The Hill" را داد.
این دانشگاه تحت قانون کالج‌های موریل لند-گرانت از سال ۱۸۶۲ تأسیس شد. بنیانگذار دانشگاه همچنین در قانون اساسی آرکانزاس در سال ۱۸۶۸ مقرر داشت که مجمع عمومی «تأسیس و نگهداری یک دانشگاه ایالتی» را برآورده می‌کند. پیشنهادات از شهرها و شهرستانهای ایالتی موقعیت دانشگاه را تعیین می‌کرد. شهروندان فایتویل و واشینگتن. تعهد ۱۳۰٬۰۰۰ دلار برای تأمین دانشگاه، مبلغی که بیشتر از پیشنهادات دیگر ثابت شد. این در پاسخ به مسابقه ایجاد شده توسط قانون ارگانیک مجمع عمومی آرکانزاس در سال ۱۸۷۱ بود که «مکان، سازماندهی و نگهداری دانشگاه صنعتی آرکانزاس را با یک بخش عادی [یعنی آموزش معلمان] در آن» فراهم می‌کرد. کلاسها از ۲۲ ژانویه ۱۸۷۲ شروع شد.
Old Main، یک ساختمان آجری ساخته شده در سبک امپراتوری دوم، در سال ۱۸۷۵ تکمیل شد، ساختمان اصلی آموزشی و اداری بود. در فهرست ثبت ملی اماکن تاریخی ثبت شده‌است. طراحی آن بر اساس نقشه‌های ساختمان اصلی دانشگاهی در دانشگاه ایلینوی بود که از آن زمان تخریب شده‌است. با این وجود ساعت و برج‌های ناقوس در آرکانزاس روشن بودند. برج بلندتر شمالی برج ناقوس، و برج کوتاه جنوبی برج ساعت است. یک افسانه برای سوئیچ برج این است که برج بلندتر به منظور یادآوری پیروزی اتحادیه در طول جنگ داخلی در شمال قرار گرفت. افسانه دوم این است که پیمانکار پس از خوردن مقدار زیادی نوشیدنی، به‌طور تصادفی نقشه‌های برج را عوض کرد. اگرچه برج جنوبی با صفحه‌های ساعت طراحی شده بود، اما تا اکتبر ۲۰۰۵ ساعت کار نمی‌کرد. برج ناقوس همیشه دارای نوعی زنگ صدا بوده‌است، در ابتدا زنگی که داوطلبان دانشجویی هر ساعت به صدا درمی‌آوردند. زنگ‌های الکترونیکی در سال ۱۹۵۹ نصب شد.

## پردیس

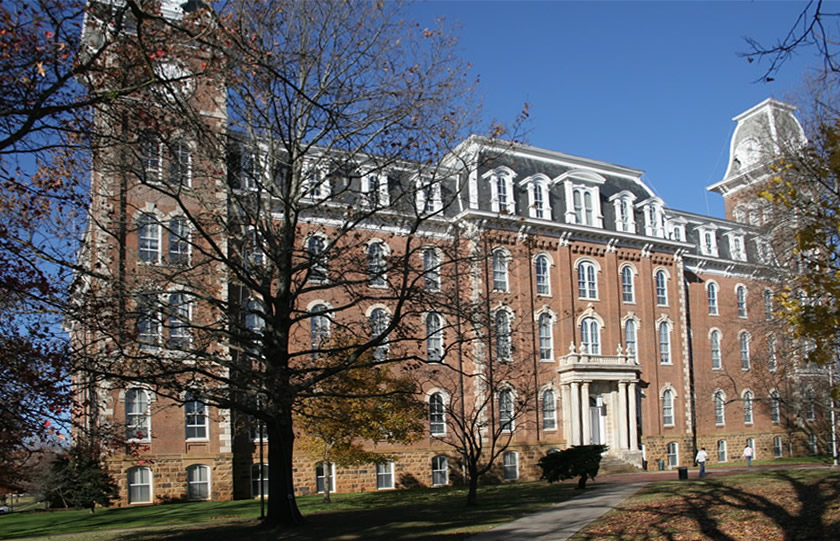
ساختمان قدیمی دانشگاه

ساخت و ساز Old Main در سال ۱۸۷۳ آغاز شد و در سال ۱۸۷۵ به سبک معماری دوم امپراتوری به پایان رسید. Old Main که با آجر و ماسه سنگ محلی ساخته شده‌است، به عنوان نماد دانشگاه عمل می‌کند. این ساختمان علی‌رغم حذف پیشنهادی در طرح جامع ۱۹۲۵ از معماران Jamieson و Spearl، در دانشگاه باقی مانده‌است. این طرح شامل تخریب تمام ساختمان‌های موجود در محوطه دانشگاه و بازسازی به سبک کلاسیک گوتیک بود. چندین ساختمان به این سبک در نزدیکی هسته دانشگاه ساخته شده‌اند، از جمله سالن Vol Walker، سالن مهندسی، ساختمان شیمی، ساختمان کشاورزی و ساختمان اقتصاد خانگی. بودجه این طرح تمام شد و هرگز به اتمام نرسید و منجر به آرایش ساختمان‌ها تا حدودی بعد از دهه ۱۹۳۰ شد.

## بودجه و حمایت‌های مالی
گسترده‌ترین تجهیزات مرتب‌سازی خودکار نامه الکترونیکی در جهان - Wide Area Bar Code Reader - توسط کالج مهندسی دانشگاه آرکانزاس ساخته شده‌است. کمک ۵۰٬۰۰۰ دلاری خدمات پستی ایالات متحده (USPS) به پروفسور دوایت اف میکس و جی. باس در سال ۱۹۸۹ تلاش تحقیق و توسعه را آغاز کرد. تا سال ۱۹۹۹، بیش از ۱۵۰۰۰ خواننده بارکد دانشگاه آرکانزاس در هر مرکز عمده USPS مستقر بودند و این باعث افزایش کارایی پردازش ۲۰ میلیارد قطعه نامه در سال با صرفه جویی ۲۰۰ میلیون دلاری می‌شود. این تلاش تحقیق و توسعه باعث ایجاد چهار سیستم الکترونیکی دیگر برای کمک به USPS در «خواندن نامه» شده‌است.
به شکرانهٔ بخشی از کمک یک میلیون دلاری بخش ورزش، شهریه برای سال تحصیلی ۲۰۰۹–۲۰۱۰ در دانشگاه آرکانزاس افزایش نیافت. در حالی که میانگین شهریه در سطح کشور ۶٫۶٪ افزایش یافت. در ۱۶ آوریل ۲۰۱۰، هیئت امنای دانشگاه آرکانزاس اعلام کرد که برای مقابله با کاهش بودجه ایالتی و افزایش ثبت نام، شهریه در کل سیستم ۳٪ - ۶٫۹ افزایش یافته‌است. پردیس اصلی دانشگاه آرکانزاس ۴٫۸٪ افزایش شهریه و هزینه‌ها را برای سال تحصیلی ۲۰۱۰–۱۱ تجربه کرد.

## ورزش

### فوتبال
یک تیم فوتبال به نمایندگی از دانشگاه آرکانزاس در سال ۱۸۹۴ شروع به کار کرد و از آن زمان به یکی از ۲۵ برنامه برتر کشور از نظر پیروزی‌های همیشگی در سطح زیر مجموعه فوتبال تبدیل شده‌است. این برنامه در سال ۱۹۱۵ یکی از اعضای منشور کنفرانس جنوب غربی (SWC) بود و تا زمان عزیمت به کنفرانس جنوب شرقی در سال ۱۹۹۱، جایی که آرکانزاس در آنجا بود، در آن کنفرانس باقی ماند. از ۱۹۱۵ تا ۱۹۹۱، Razorbacks سیزده بار قهرمان SWC و مسابقات قهرمانی کشور ۱۹۶۴ شد، که با مربیگری فرانک برولز، لو هولتز و کن هتفیلد موفقیت زیادی کسب کرد. امروز، تیم بازی‌های خانگی خود را در محوطه دانشگاه در ورزشگاه دونالد دبلیو رینولدز رازورباک یا در استادیوم وار مموریال واقع در لیتل راک انجام می‌دهد، و این باعث می‌شود دانشگاه آرکانزاس تنها برنامه بخش من با دو استادیوم خانگی باشد. آرکانزاس همچنین اخیراً در دوره مسابقات قهرمانی کاسه کاسه (BCS) نیز موفقیت‌های خوبی کسب کرده‌است، بدین ترتیب که اولین جایگاه خود را در کاسه قند ۲۰۱۱ به دست آورد و با توجه به بابی پترینو در سال ۲۰۱۱ به عنوان # ۳ در رده‌بندی BCS صعود کرد.

## نگارخانه

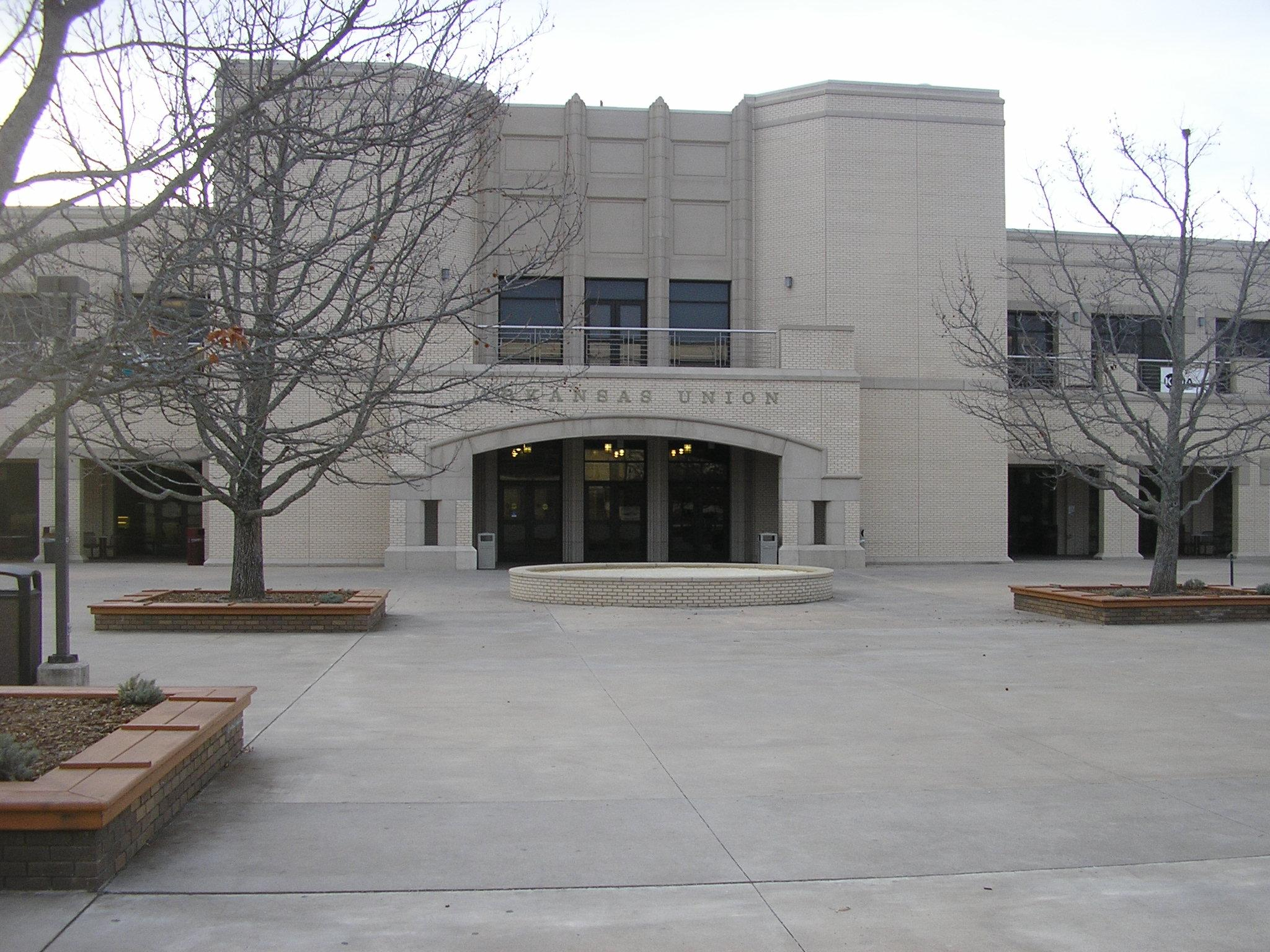
The Arkansas Union
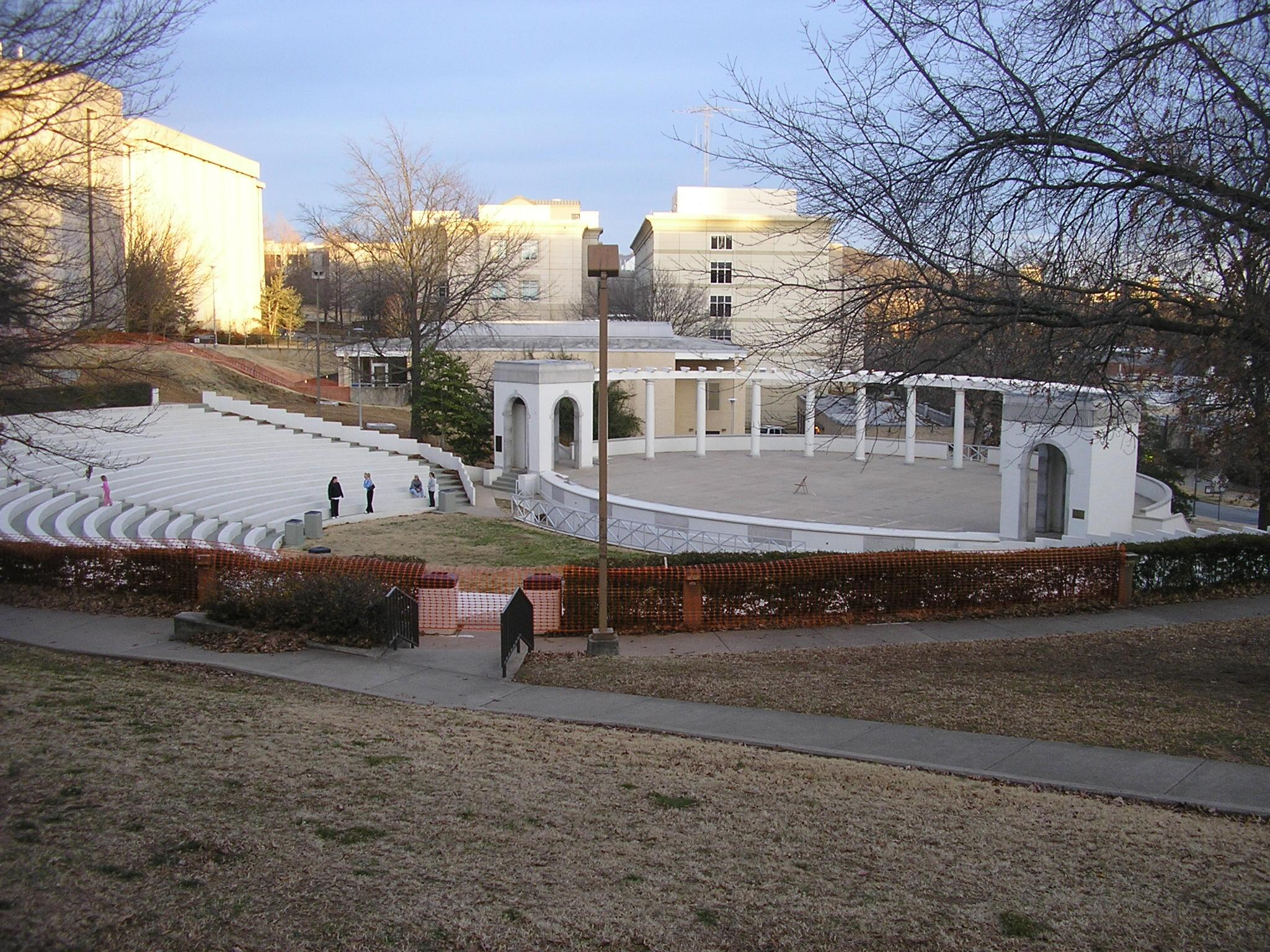
Chi Omega Greek Theater
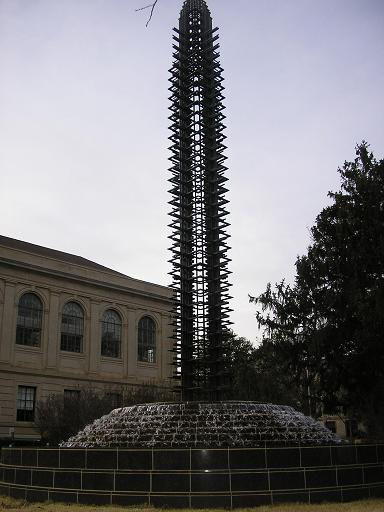
The Fulbright Peace Fountain
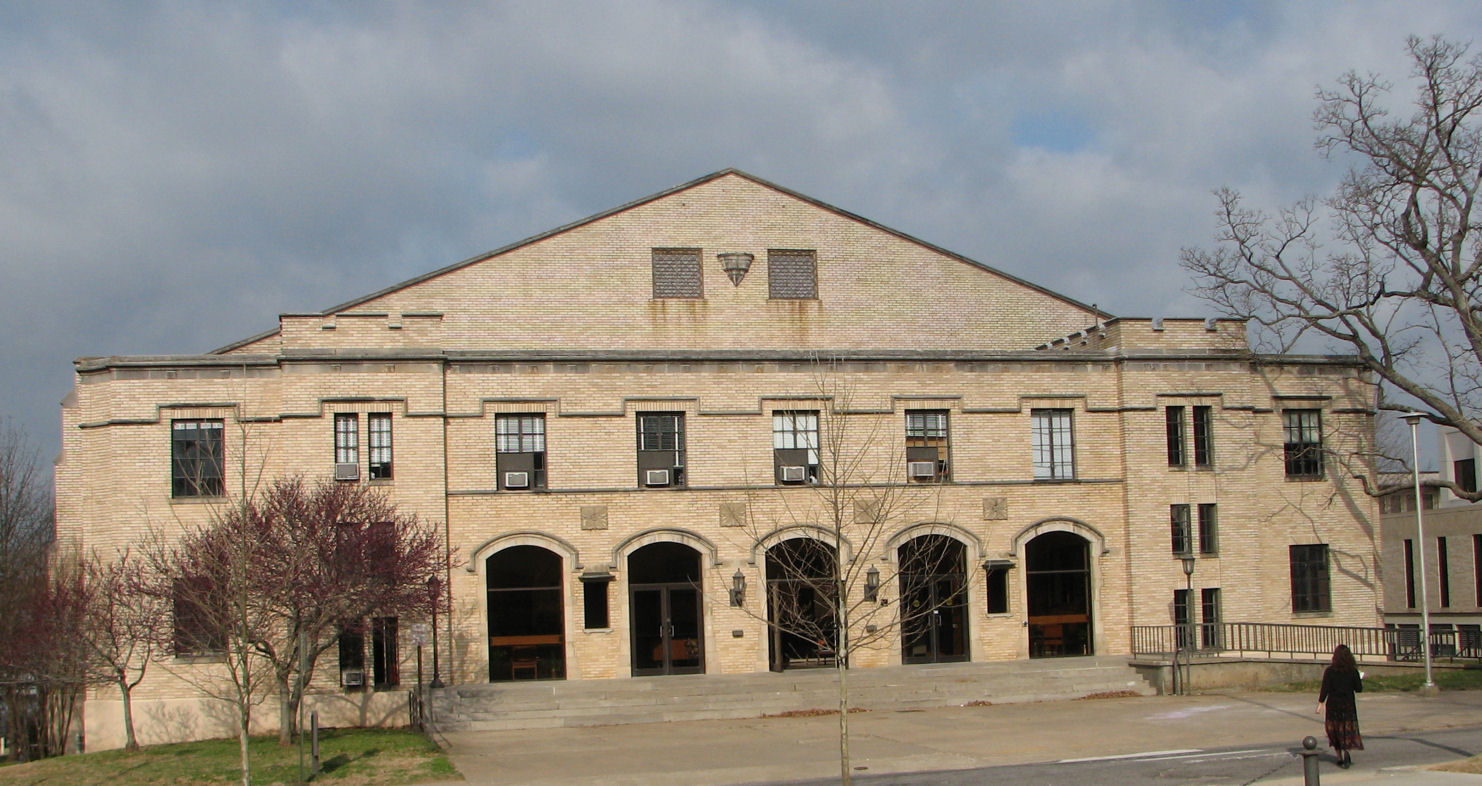
Fieldhouse Museum
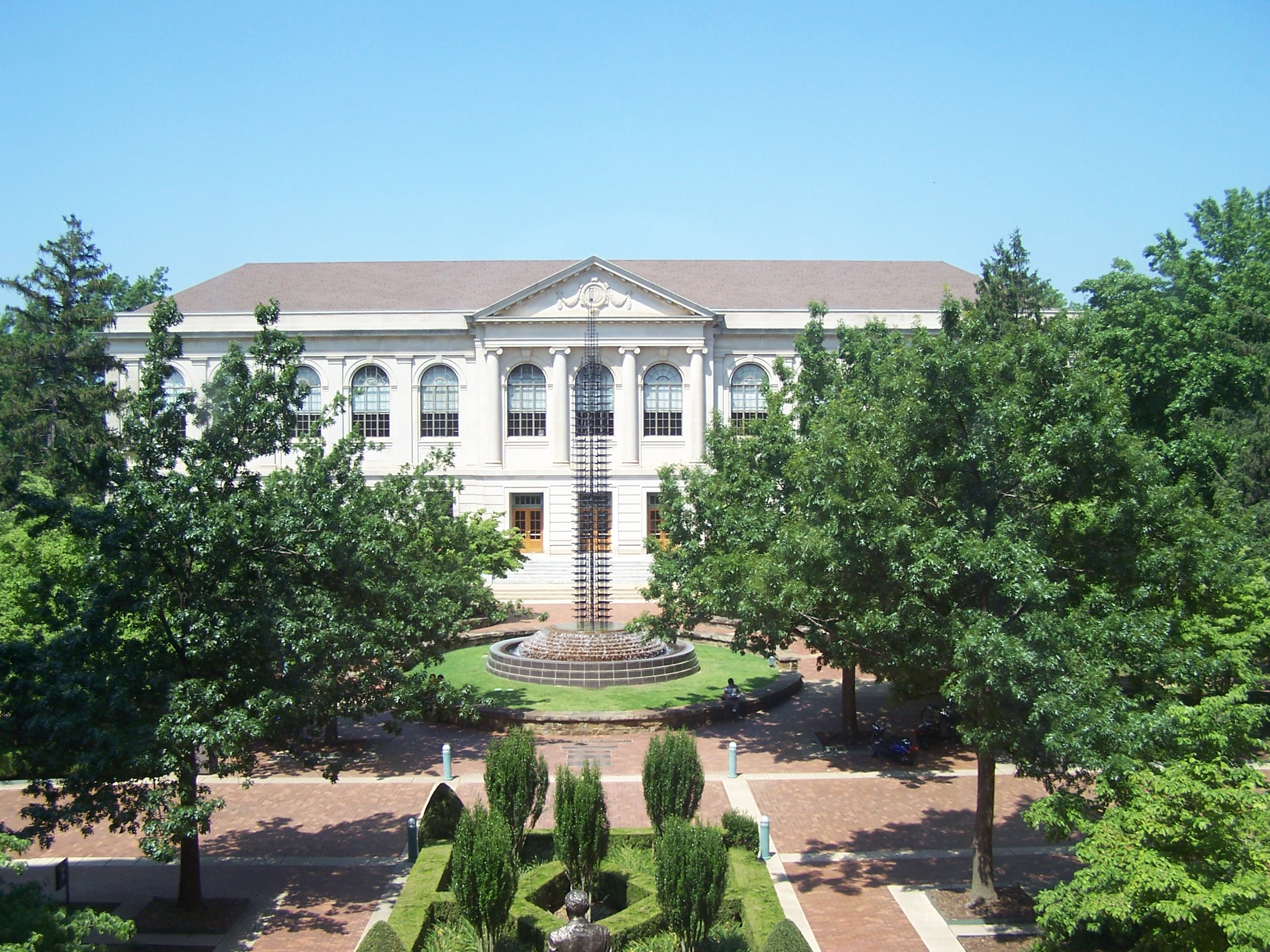
Vol Walker Hall
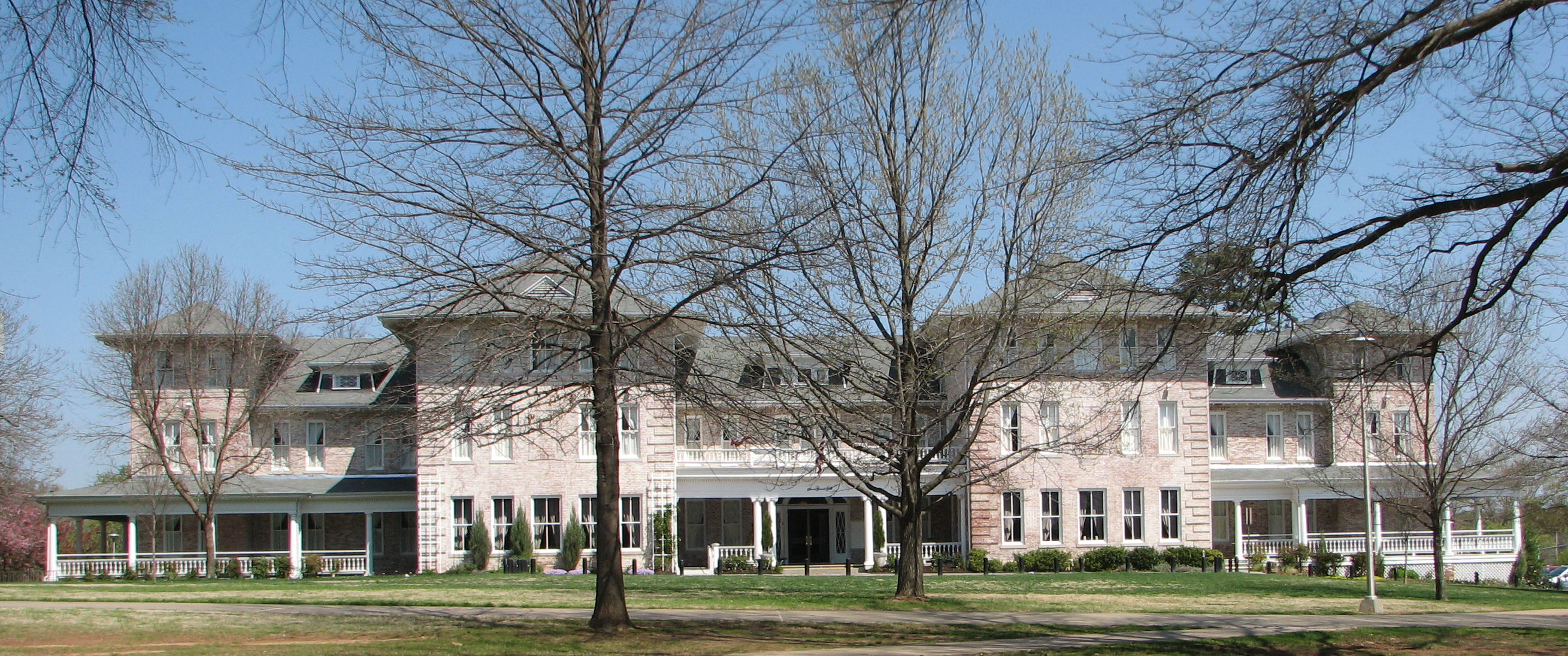
Carnall Hall
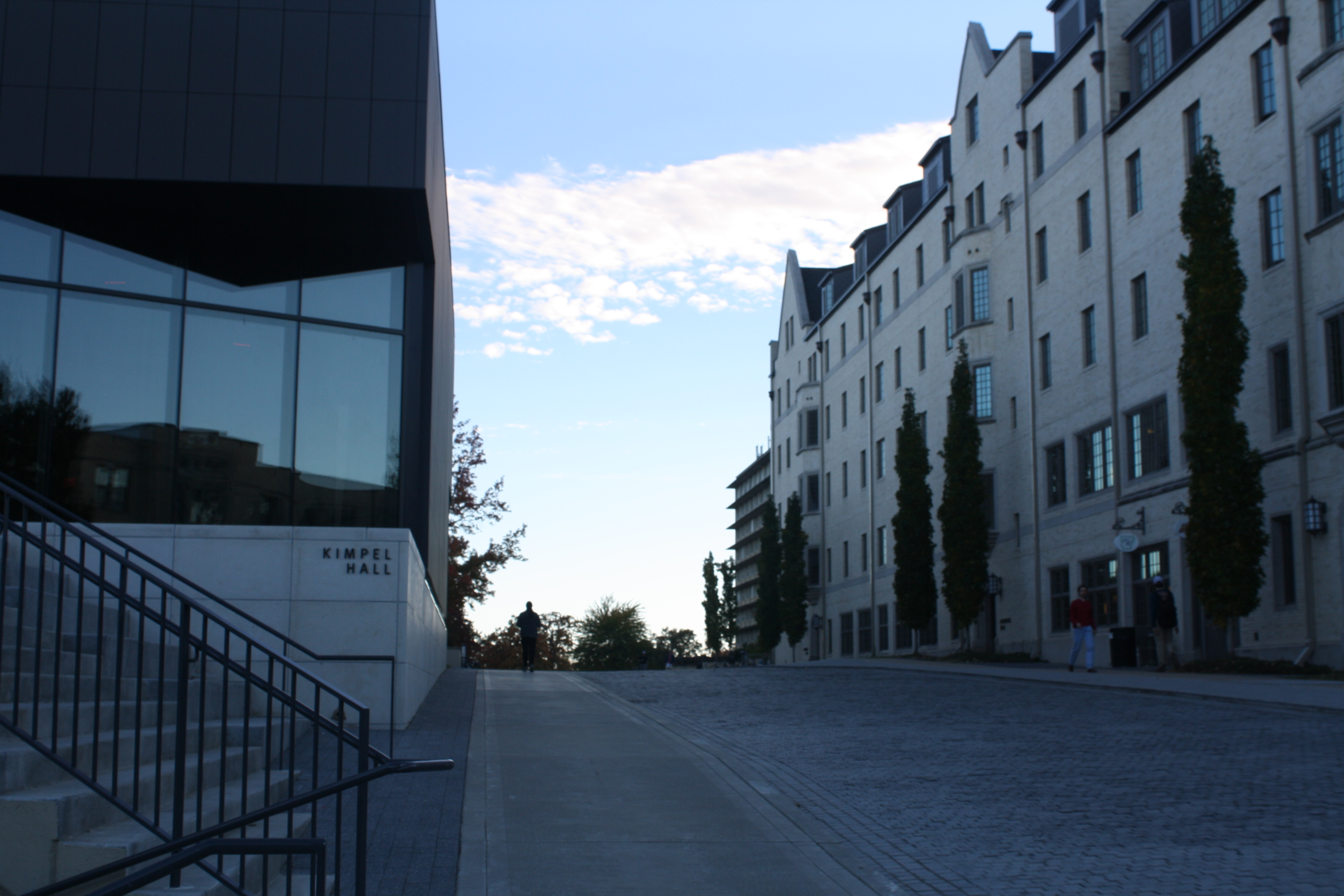
کمپس شماره دهم
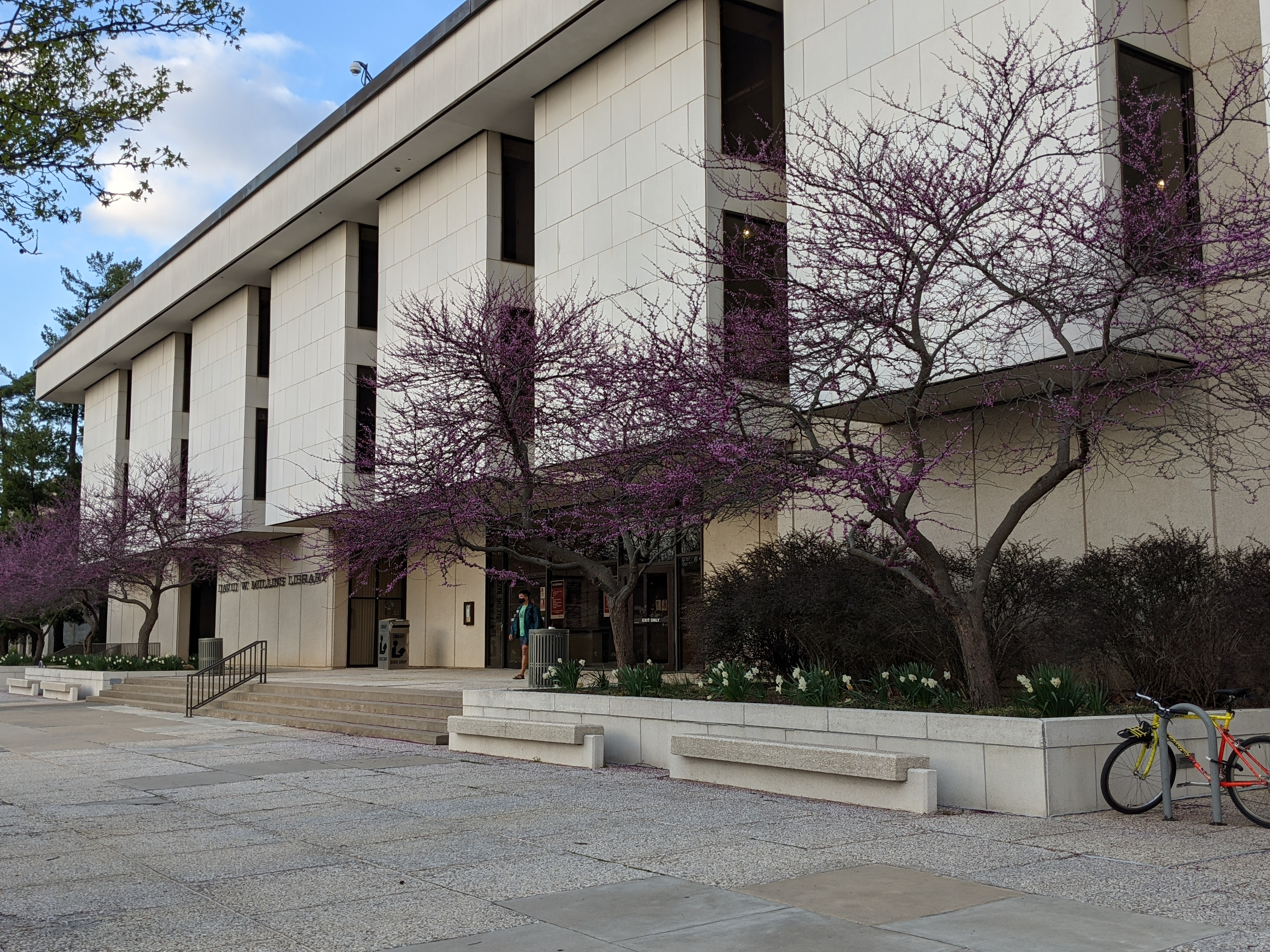
کتابخانه مولینز
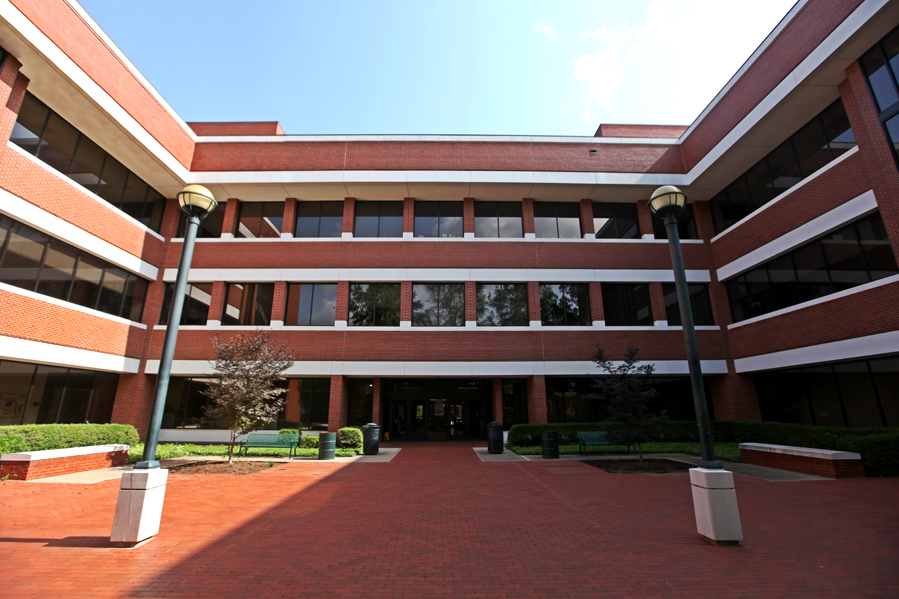
ساختمان دپارتمان ریاضیات
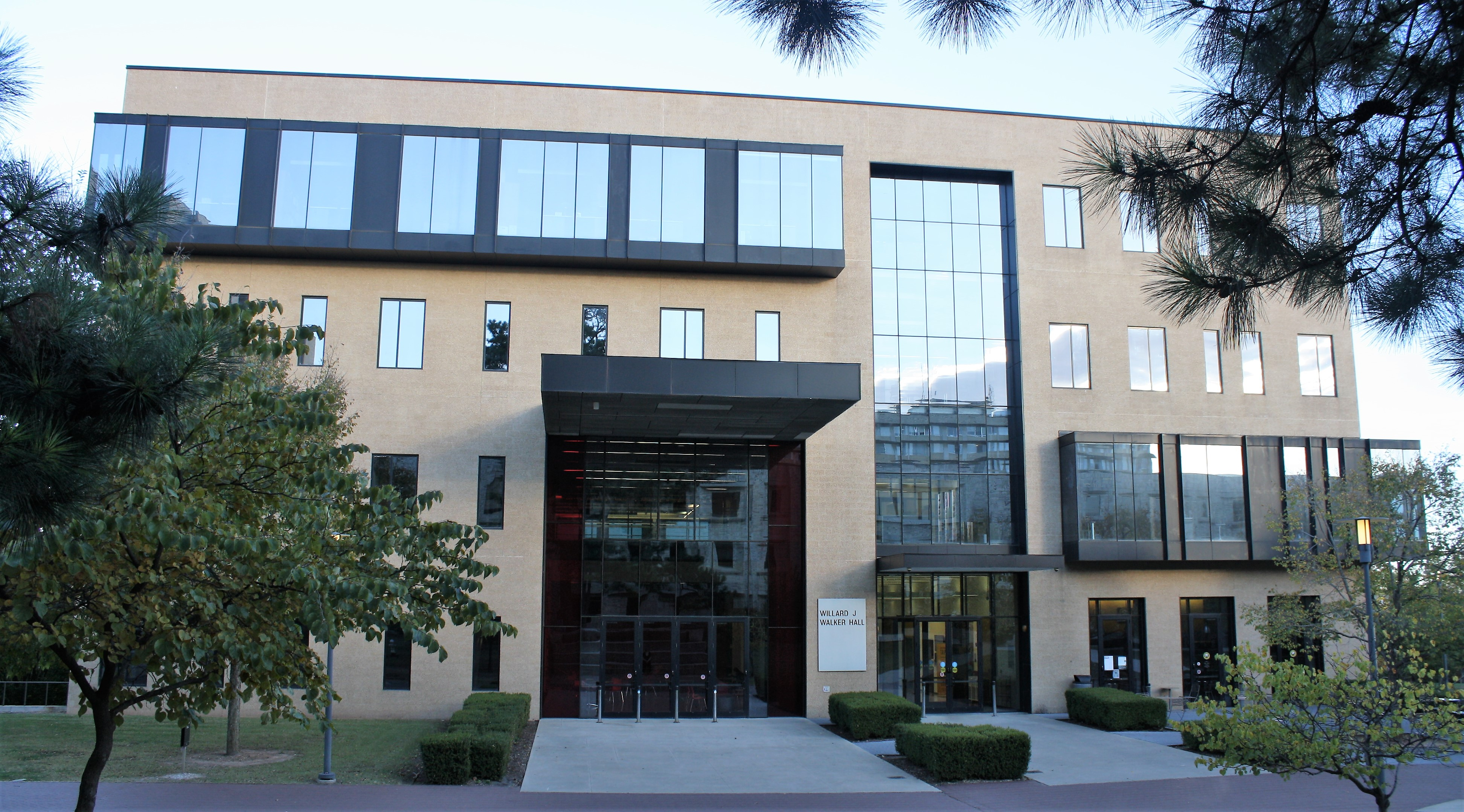
کمپس شماره ۱۵
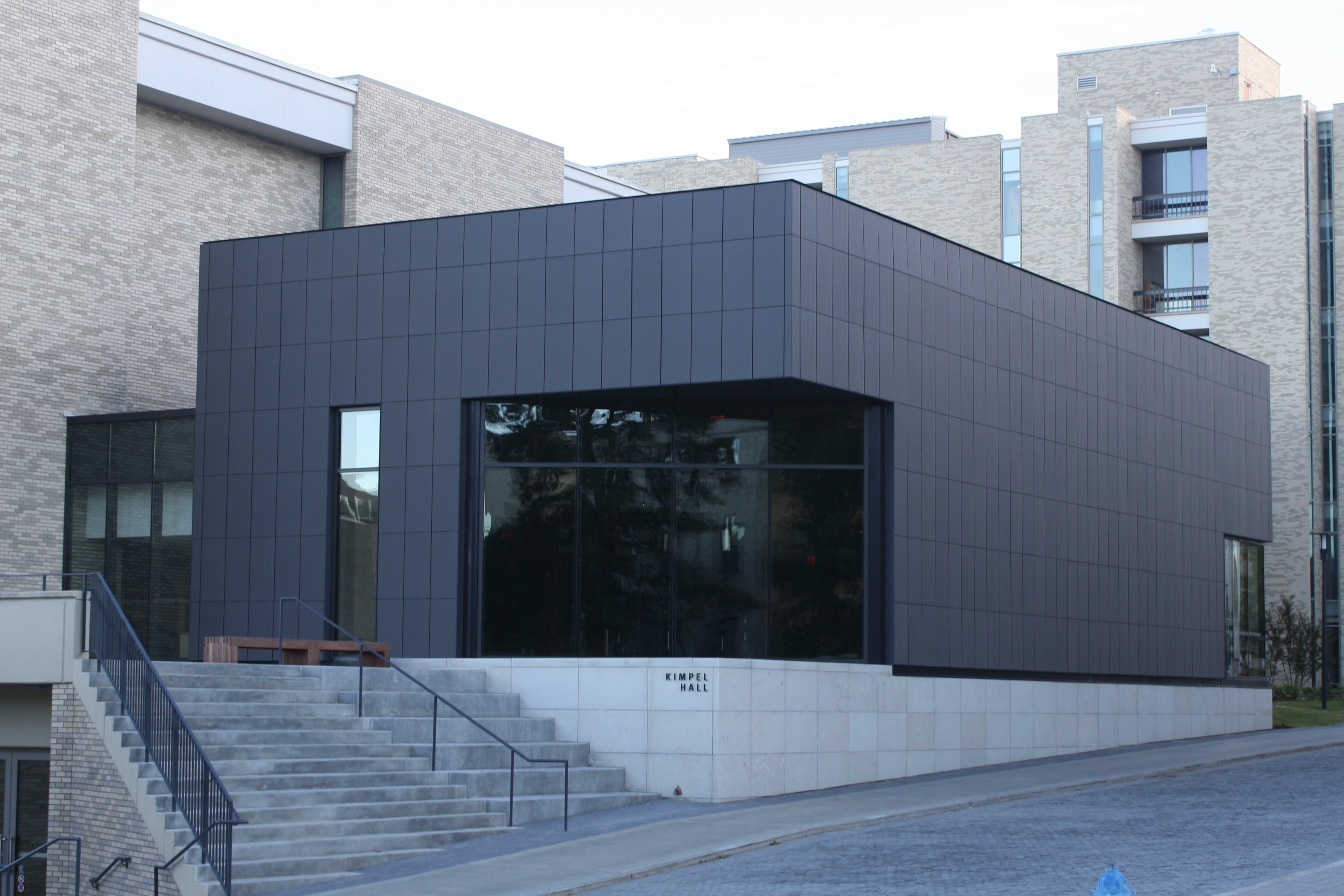
کمپس نهم
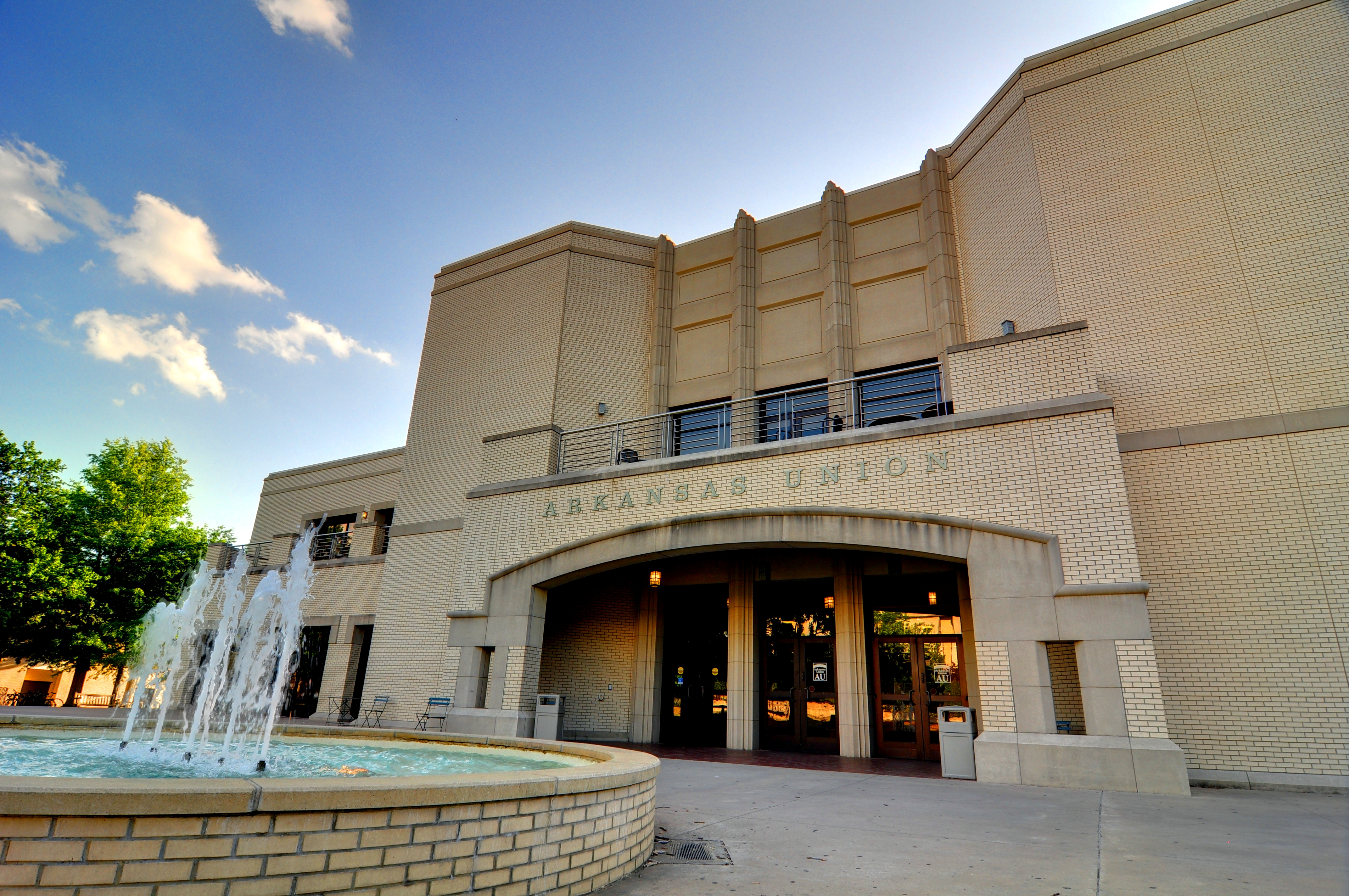
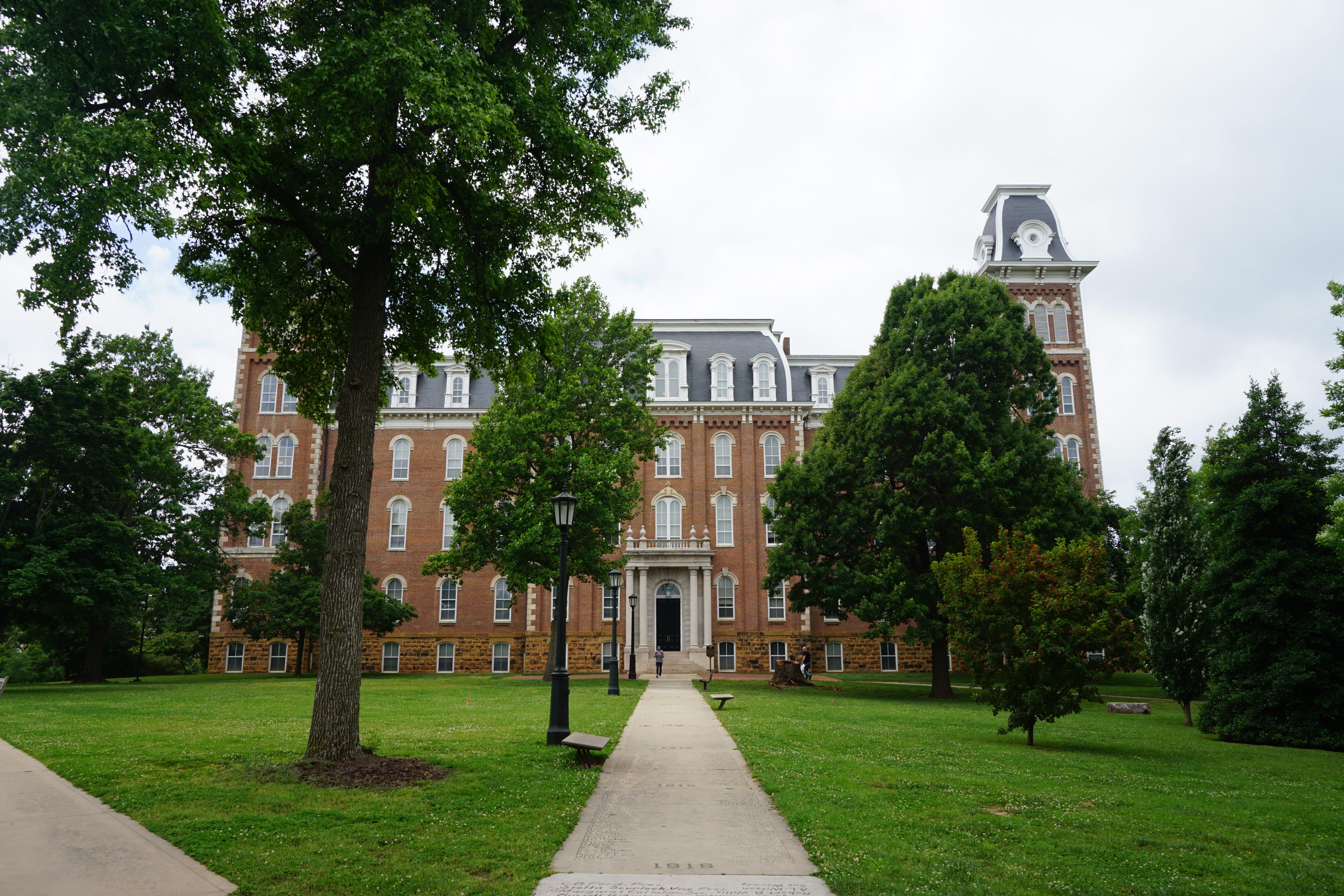
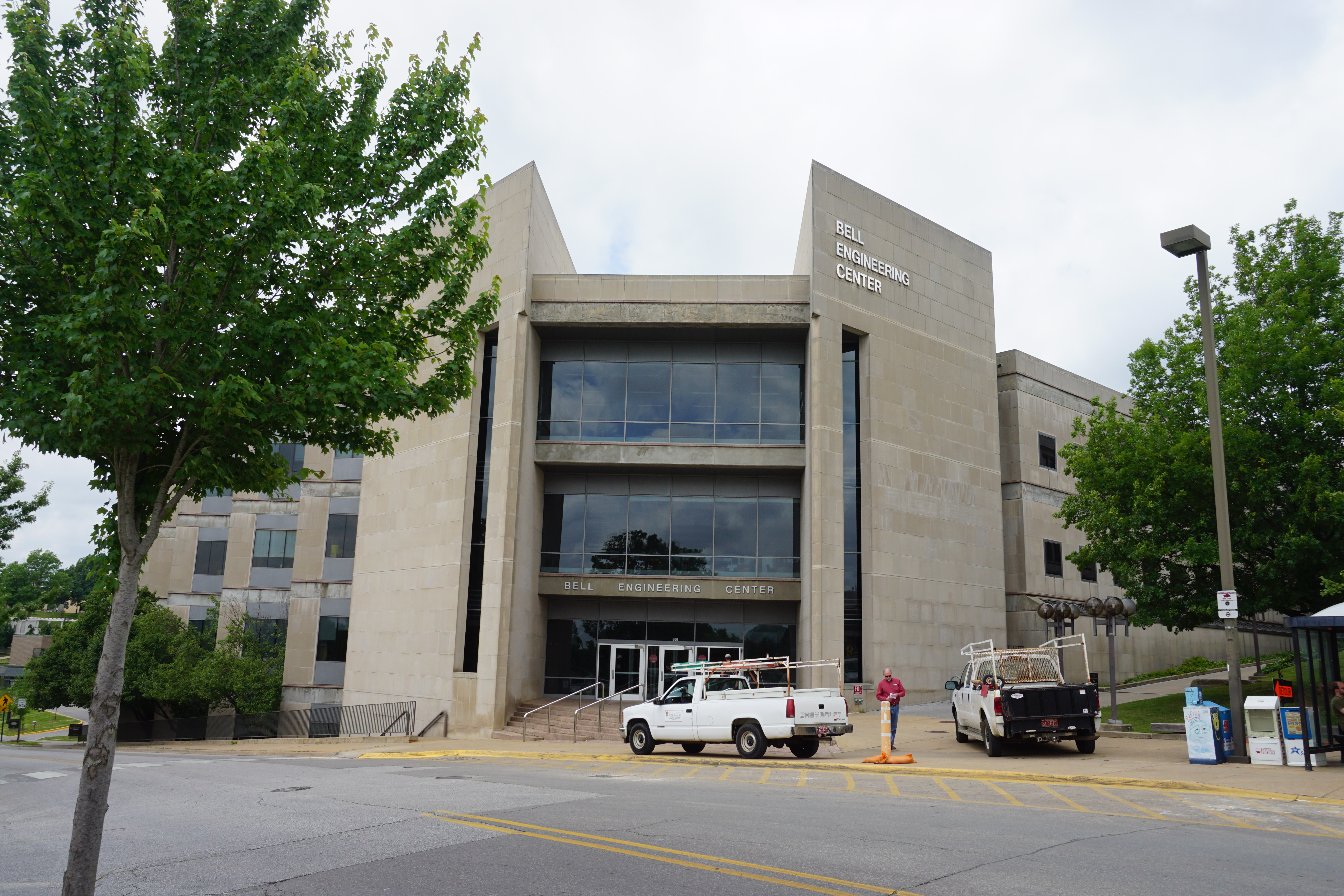
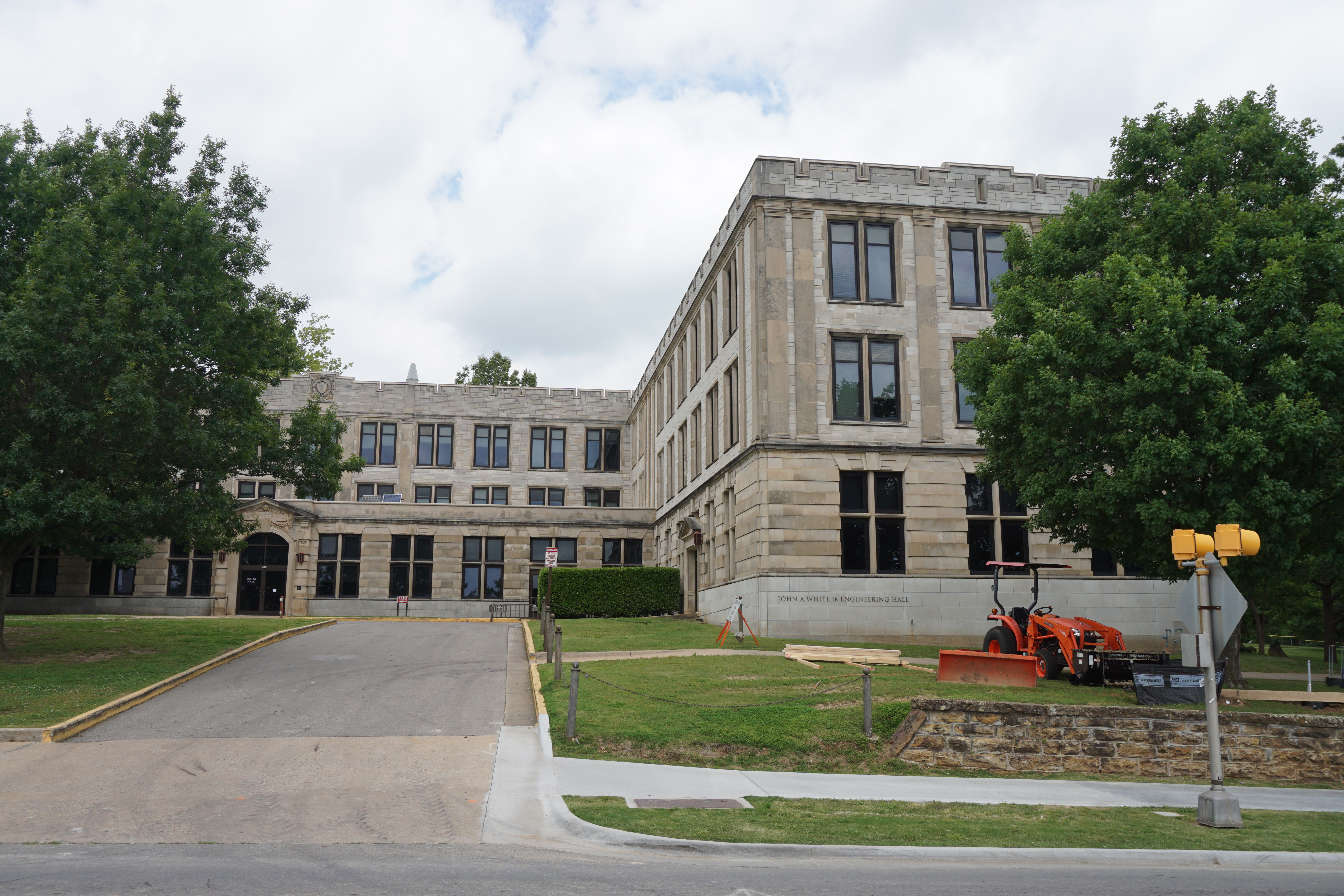